# Баракі-Хотумські
Баракі-Хотумські (пол. Baraki Chotumskie) — село в Польщі, у гміні Цеханув Цехановського повіту Мазовецького воєводства.
Населення — 41 особа (2011).
У 1975-1998 роках село належало до Цехановського воєводства.

## Демографія
Демографічна структура станом на 31 березня 2011 року:
|          | Загалом | Допрацездатний вік | Працездатний вік | Постпрацездатний вік |
| -------- | ------- | ------------------ | ---------------- | -------------------- |
| Чоловіки | 26      | 4                  | 15               | 7                    |
| Жінки    | 15      | 2                  | 5                | 8                    |
| Разом    | 41      | 6                  | 20               | 15                   |